# Piotr Wysocki (actor)
Piotr Wysocki (n. 13 aprilie 1936, Toruń, Polonia – d. 26 martie 2023) a fost un actor polonez de film, teatru și televiziune.

## Biografie
S-a născut pe 13 aprilie 1936 în orașul Toruń din voievodatul interbelic Pomerania (azi în voievodatul Cuiavia și Pomerania). A absolvit Școlii Națională Superioară de Teatru „Ludwik Solski” din Cracovia în 1964.
După absolvirea studiilor universitare, a fost angajat ca actor la Teatrul „Wilam Horzyca” din Toruń, unde a debutat ca actor pe 7 noiembrie 1964 în rolul jandarmului din piesa Revizorul de Nikolai Gogol, pusă în scenă de regizorul Hugon Moryciński, și a jucat în perioada 1964-1969. În cei cinci ani în care a jucat la teatrul din Toruń a apărut, printre altele, în piesele Nunta de Stanisław Wyspiański (1965), Fantazy de Juliusz Słowacki (1966), Vizita bătrânei doamne de Friedrich Dürrenmatt (1967) și Crimă și pedeapsă de Feodor Dostoievski (1969), colaborând cu regizorii Hugon Moryciński, Kazimierz Braun, Krystyna Meissner, Jacek Okopiński și Tadeusz Kozłowski.
În 1969 s-a transferat la Teatrul „Juliusz Osterwa” din Lublin, unde a jucat ca actor în perioada 1969-2001. A debutat acolo la 31 ianuarie 1970 în rolul Tartuffe din piesa omonimă a lui Molière și a jucat, printre altele, în piesele The Pink Rose de Claire-Lise Charbonnier, Kordian de Juliusz Słowacki, Maids de Jean Genet, Othello de William Shakespeare și Don Juan de Molière.
Piotr Wysocki a apărut în mai multe filme de succes precum Cenușa (1965) al lui Andrzej Wajda, serialul Păpușa (1978) al lui Ryszard Ber sau Chopin. Pragnienie miłości (2002) al lui Jerzy Antczak.
El a fost consilier municipal al orașului Lublin din partea Confederației Polonia Independentă. A fost căsătorit de două ori, fiind tatăl muzicianului Piotr Wysocki.

## Filmografie
- 1965 – Miejsce dla jednego - Zdzisław
- 1965 – Cenușa - prințul Jan Gintułt
- 1967 – Pieśń trumfującej miłości - Mucjusz
- 1968 – ep. „Mistrz tańca” al serialului Opowieści niezwykłe - iubitul soției unui bătrân muribund
- 1968 – Przekładaniec - dr. Benglow, psihanalistul lui Fox
- 1968 – Wniebowstąpienie - Feliks Bukin
- 1969 – ep „Daleki patrol” al serialului Patru tanchiști și un cîine - lt. Kozub
- 1969 – Tamań
- 1970 – ep. „Klin” al serialului Patru tanchiști și un cîine - lt. Kozub
- 1971 – Na przełaj
- 1974 – ep. „Seans nie ostatni” al serialului Ile jest życia
- 1975 – Dr. Judym - evreul din gara Cisów
- 1975 – Tylko Beatrycze - fratele Bernard/Erling
- 1976 – Amenințarea - reporterul TV american
- 1977 – Granica - Tczewski, fratele contesei
- 1977 – ep. „Widziadło” al serialului Lalka - Gimard, secretarul lui Wokulski de la Paris
- 1978 – 80 de husari - preotul
- 1978 – ep. „Panna Maryna”, „Narzeczeni”, „Spełnienie”, „Zdrada”, „Powrót” ale serialului Rodzina Połanieckich - Józef Osnowski
- 1980 – episoade ale serialului Kariera Nikodema Dyzmy - contele Koniecpolski
- 1980 – Wyrok śmierci
- 1983 – Katastrofa w Gibraltarze - gen. Mieczysław Boruta-Spiechowicz
- 1988 – episoade ale serialului Królewskie sny - consilierul lui Witold
- 1988 – Alchemik - părintele Mervill
- 1988 – Zakole - medicul
- 1989 – Qui vivra verra
- 1997-2007 – Klan
- 2002 – Chopin. Pragnienie miłości
- 2005 – ep. „Poniżej zera” al serialului Kryminalni - tipul

## Onoruri

### Decorații
- Crucea de Merit de argint (1979)[4][5][6]
- Medalia de argint „Meritul cultural Gloria Artis” (2006)[4][5][6]
- Insigna de onoare „Activist cultural merituos” (1977)[4][5][6]
- Insigna de onoare „Pentru servicii aduse Lublinului” (1978)[4][5][6]

### Premii
- Premiul onorific al filialei Lublin a Uniunii Artiștilor Teatrali Polonezi (1992)[5][7]
- Medalia „Juliusz Osterwa”, decernată cu ocazia aniversării a 109 ani de la inaugurarea clădirii Teatrului Osterwa din Lublin (1995)[4][5][6][7]
- Premiul artistic al voievodatului Lublin (1998)[4][5][7]
- Premiul cultural al voievodatului Lublin (2012)[4][5][7]

## Legături externe
- Piotr Wysocki la Internet Movie Database
- pl Piotr Wysocki în baza de date filmweb.pl
- pl Piotr Wysocki în baza de date  filmpolski.pl
- Piotr Wysocki în baza de date ZASP
- pl Piotr Wysocki na zdjęciach în baza de date a Arhivei Naționale de Filme „Fototeka”
- Piotr Wysocki în baza de date e-teatr.pl